# Världens hemskaste sjukdomar
Världens hemskaste sjukdomar är ett barnprogram på SVT.

## Avsnitt

### Säsong 1
| Avsnitt | Ämne           | Speltid | Sändningsdatum   |
| ------- | -------------- | ------- | ---------------- |
| 1       | Kolera         | 19 m    | 6 oktober 2019   |
| 2       | Spetälska      | 19 m    | 13 oktober 2019  |
| 3       | Skörbjugg      | 19 m    | 20 oktober 2019  |
| 4       | Spanska sjukan | 19 m    | 27 oktober 2019  |
| 5       | Rakit          | 19 m    | 3 november 2019  |
| 6       | Smittkoppor    | 19 m    | 10 november 2019 |
| 7       | Tuberkulos     | 19 m    | 17 november 2019 |
| 8       | Karies         | 19 m    | 24 november 2019 |
| 9       | Dysenteri      | 19 m    | 1 december 2019  |
| 10      | Pesten         | 19 m    | 8 december 2019  |

### Säsong 2
| Avsnitt | Ämne           | Speltid   | Sändningsdatum |
| ------- | -------------- | --------- | -------------- |
| 11      | Kallbrand      | 19 m      | 2020           |
| 12      | fläcktyfus     | 18 m 52 s | 2020           |
| 13      | stendammslunga | 18 m 56 s | 2020           |
| 14      | Malaria        | 19 m      | 2020           |
| 15      | Gulsot         | 18 m 53 s | 2020           |
| 16      | Gikt           | 19 m      | 2020           |
| 17      | polio          | 18 m 45 s | 2020           |
| 18      | dragsjuka      | 18 m 45 s | 2020           |
| 19      | mässling       | 18 m 45 s | 2020           |
| 20      | Piskmask       | 18 m 49 s | 2020           |

## Handling
Under tio avsnitt utforskar Erik Ekstrand, tillsammans med två små medhjälpare olika historiska sjukdomar. Barnen får prova att känna på livet som en person som insjuknat i till exempel kolera. De blir sminkade som om de vore sjuka, det kommer små historiska inslag och varje avsnitt avslutas med att spela ”död eller levande” för att få veta om de dör eller överlever sjukdomen.